# 法赫德国王体育城 (塔伊夫)
法赫德国王体育城（阿拉伯语：مدينة الملك فهد الرياضية بالطائف）是位于沙特阿拉伯麦加省塔伊夫附近的一座综合体育场，曾举办过1989年国际足联世界青年锦标赛、2005年伊斯兰团结运动会和2023年阿拉伯俱乐部冠军杯。主体育场可容纳观众人数20000人。该体育场以沙特阿拉伯国王法赫德·本·阿卜杜勒-阿齐兹·阿勒沙特的名字命名。
该场馆是2025年亞足聯U-17亞洲盃的比赛场馆之一，将承办小组赛、四分之一决赛、半决赛和决赛。